# Latridae
Famille
Les Latridae  sont une famille de poissons marins de l'ordre des Perciformes.

## Distribution
Les membres de cette famille se rencontrent au larges des côtes du sud de l'Australie, de la Nouvelle-Zélande et du Chili.

## Liste des genres
Selon World Register of Marine Species (3 juillet 2024) :
- genre Latridopsis Gill, 1862
- genre Latris Richardson, 1839
- genre Mendosoma Guichenot, 1848
- genre Morwong Whitley, 1957
- genre Nemadactylus Richardson, 1839
- genre Pseudogoniistius Ludt, Burridge & Chakrabarty, 2019